# Tetrameristaceae
Die Tetrameristaceae sind eine Pflanzenfamilie aus der Ordnung der Heidekrautartigen (Ericales) mit drei monotypischen Gattungen und nur drei Arten. 

## Beschreibung
Es sind Sträucher oder Bäume. Die wechselständig und spiralig angeordneten, kurz gestielten bis sitzenden Laubblätter sind ledrig und einfach. Sie können asymmetrisch sein. Der Blattrand ist meist glatt. Nebenblätter sind keine vorhanden.
Die Blüten stehen in unterschiedlich aufgebauten Blütenständen.
Die kleinen, zwittrigen Blüten sind radiärsymmetrisch und meist vier- oder fünfzählig. Sie haben ein doppeltes Perianth. Es sind je vier bis fünf freie Kelch- und freie Kronblätter vorhanden. Die Blüten enthalten nur einen Kreis mit vier oder fünf freien, fertilen Staubblättern. Vier oder fünf Fruchtblätter sind zu einem oberständigen, synkarpen Fruchtknoten verwachsen; es ist ein Griffel und eine Narbe vorhanden. Es werden vier- oder fünfsamige Beeren gebildet.

## Verbreitung
Sie haben ein disjunktes Areal, siehe Gattungen.

## Gattungen
Die Familie besteht aus drei Gattungen mit nur drei Arten:
- Pelliciera Planch. & Triana ex Benth. & Hook.f.: Mit der einzigen Art:
  - Pelliciera rhizophorae Triana & Planch.: Die Heimat sind die Mangrovenwälder des nördlichen Südamerika, südlichen Zentralamerika und auf den Galápagos-Inseln. Diese Art hat Brettwurzeln und relativ große Blüten. Die Früchte sind trocken.
- Pentamerista Maguire: Sie enthält nur ein Art: Heimat ist das südvenezolanische Hochland von Guayana.
  - Pentamerista neotropica Maguire
- Tetramerista  Miq.: Mit nur einer Art: Heimat ist der westliche Malaiische Archipel.
  - Tetramerista glabra Miq.: Ihr Holz wird genutzt.